# ألوان أحادية اللون
ألوان أحادية اللون هو نظام الألوان على أساس لون واحد فقط، ويستخدم فقط الاختلافات (ظلال) من صفة لون واحدة، التي ادى بها تغيير التشبع والسطوع من لون القاعدة. يتم إضافة الألوان الأسود و الأبيض دائماً، كما هي في الواقع هي ألمع، أحلك الظل من اللون.
يقول البعض أن لون القاعدة الأولي يجب أن يكون واحدا من الألوان الرسمية أو الثانوية أو الثالثية الرسمية، ولكن لتزيين عملي أو تصميم مشروع، وهذا لا يحتاج إلى أن يكون هو الحال، ونادرا ما يكون.
أساسا، هذا هو نظام الألوان التي أي صفة لون واحد يشكل قاعدة من المخطط، مع كل الألوان الأخرى كونها مشتقات من هذه الصفة
الأبيض يعتبر عادة مقبول (ومرغوب فيه) اللون في جميع مخططات أحادية اللون، لأنه هو أساسا أخف نسخة جدا من أي وجميع الألوان.
فمن الشائع جدا، على سبيل المثال، لاستخدام تقليم أبيض أو الملحقات البيضاء في الغرفة التي لديها أي نوع من مخطط أحادي اللون
إنشاء مخطط اللون أحادية اللون
تبدأ عن طريق اختيار لون قاعدة. هذا يمكن أن يكون لون تريد غريزي. وسوف يكون اللون الذي يهيمن على خطة ديكور الغرفة، ويمكن أن تشكل لون المبدأ على الجدران
الخطوة التالية هي اختيار الاختلافات أخف وزنا وأكثر قتامة من هذا اللون كخيارات. ويمكن استخدام هذه الاختلافات على الجدران اللامعة، أو تقليم العمل، أو في الملحقات أو لهجات داخل الغرفة. في مخازن الطلاء، وسوف تجد عينات الألوان التي تعطي مجموعة واسعة من الاختلافات اللون بنيت حول ألوان قاعدة مختلفة
يوصي الخبراء اختيار خيارين على الأقل من قاعدة اللون واحد أخف وزنا وأكثر قتامة. كما هو الحال في أي مخطط ألوان، ستحتاج إلى تحديد أين وكيف سيتم استخدام كل شكل في التصميم العام. من المهم، على الرغم من ذلك، للتأكد من الألوان الخاصة بك مختلفة بما فيه الكفاية لتوفير بعض التباين. الألوان التي هي قريبة جدا خلق الموحلة، شعور غير دقيق في تصميم غرفتك
المصطلحات: ظلال، وصبغات، ونغمات
كما يمكنك البحث ودراسة كيفية إنشاء نظام الألوان الخاصة بك، سوف تحتاج إلى فهم العديد من المصطلحات التي يشيع استخدامها. إليك التعريفات التي تحتاج إلى معرفتها :
لون القاعدة: اللون السائد أو الرئيسي المحدد لنظام الألوان. هذه هي نقطة البداية التي تستمد منها جميع خيارات الألوان الأخرى.
صفة اللون: هذا يشير إلى واحد من 12 ألوان أنقى من عجلة الألوان - الابتدائية، الثانوية أو الثالثية. الألوان الثانوية هي الأخضر والبرتقالي والألوان الأساسية هي الأحمر والأصفر والأزرق
يتم تشكيل الأرجواني-كل من تركيبات من الألوان الأساسية. الألوان الثلاثة هي الأصفر والبرتقالي والأحمر والبرتقالي والأحمر والأرجواني والأزرق والأرجواني والأزرق والأخضر والأصفر والأخضر - يتم تشكيل كل عن طريق خلط لون الابتدائي والثانوي.
الظل: یشیر ھذا إلی الألوان الناتجة عند إضافة اللون الأسود إلی اللون لجعلھا أکثر قتامة
الصبغة: هذا هو اللون الذي ينتج مع إضافة الأبيض لجعلها أخف وزنا، كما هو الحال في ألوان الباستيل
النغمة: ينتج عن النغمة عند إضافة اللون الرمادي إلى اللون لتقليل شدته. معظم الألوان المستخدمة عادة في غرفة الدهانات هي في الواقع النغمات، وليس الألوان النقية.

## مزايا مخطط أحادي اللون
الألوان أحادية اللون لديها عدد من الفضائل التي تجعلها تستحق النظر في ديكور الغرفة أو التصميم الجرافيكي. وتشمل فوائد ألوان الرتابة ما يلي:
لون واحد تلقائيا يخلق شعورا بالبساطة والوئام في الفضاء
يتم تبسيط جهود التصميم منذ إزالة المخاوف بشأن الاشتباكات الملونة
يخلق نمط الحد الأدنى الذي يسمح الكائنات داخل الغرفة أن تكون لها الأسبقية. في غرفة مع التحف الثمينة، على سبيل المثال، سوف مخطط أحادي اللون تسليط الضوء عليها.
خلفيات رتيبة تسمح العناصر المتناقضة في غرفة أن ينظر إليها
استخدام لون واحد يمكن أن تجعل انطباع قوي، جريئة، وخاصة مع لون قاعدة مكثفة أو غير عادية.
كسر القواعد
التقيد الصارم بالقواعد يملي أن تكون جميع الألوان ضمن مخطط أحادي اللون، مع عدم وجود استثناءات. ومع ذلك، فإن عددا جيدا من المصممين الذين يستخدمون بانتظام مخططات غرفة أحادية اللون أيضا ترغب في كسر بعناية القواعد.
في بعض الحالات، على سبيل المثال، لون لهجة يتناقض بشدة مع مخطط أحادي الأساسية يمكن فعلا تسليط الضوء على فعالية التصميم العام. لا سيما في تصاميم أحادية اللون أبيض أو أسود، واستخدام لون واحد المتناقضة يمكن أن تكون فعالة جدا. ومع ذلك، تأكد من استخدام لون إضافي بحماس وبنية متعمدة.